# Angraecum breve
Angraecum breve är en orkidéart som beskrevs av Rudolf Schlechter. Angraecum breve ingår i släktet Angraecum och familjen orkidéer. Inga underarter finns listade i Catalogue of Life.